# 48 часов (телесериал)
«48 часов» (англ. 48 Hours Mystery) — американский политический новостной документальный телесериал режиссёра Эроса Пульелли. Премьера состоялась 19 января 1988 года.

## Сюжет
В каждой серии корреспонденты рассказывают о событиях, происходящих в течение последних 48 часов.

## В ролях
- Эрин Мориарти
- Моррисон Махер
- Питер Ван Сент
- Ричард Шлезингер
- Сусана Спенсер
- Трой Робертс